# Nikoła Genadiew
Nikoła Iwanow Genadiew (bułg. Никола Иванов Генадиев; ur. 19 listopada 1868 w Bitoli, zm. 30 października 1923 w Sofii) – bułgarski polityk, prawnik i dziennikarz, działacz Partii Narodowo-Liberalnej, minister sprawiedliwości (1903–1904), minister spraw wewnętrznych (1907–1908), minister spraw zagranicznych (1913), deputowany do Zwyczajnego Zgromadzenia Narodowego 10. (1899–1900), 11. (1901–1902), 12. (1902–1903), 13. (1903–1908), 15. (1911–1913), 16. (1913), 17. (1914–1919) i 18. (1919–1920) kadencji.

## Życiorys
Był jednym z sześciorga dzieci nauczyciela i pisarza Iwana Genadiewa i Wasiliki. Uczył się w szkole w Bitoli. W 1876 przeniósł się wraz z rodziną do Płowdiwu, gdzie ukończył szkołę średnią. W czasie wojny serbsko-bułgarskiej 1885 walczył w oddziale ochotników, dowodzonym przez Kostę Panicę. W 1891 ukończył studia z zakresu prawa i nauk politycznych na Wolnym Uniwersytecie w Brukseli. Po powrocie do kraju mieszkał w Płowdiwie, gdzie pracował jako adwokat i dziennikarz. Wraz z bratem Charitonem założył pismo Bałkanska zora (Bałkański świt), które było pierwszym bułgarskim dziennikiem wydawanym po zjednoczeniu państwa. Od 1892 związany z Partią Narodowo-Liberalną. W 1899 wybrany po raz pierwszy deputowanym do Zgromadzenia Narodowego. W czasie obrad parlamentarnych dał się poznać jako wybitny mówca. W 1903 stanął na czele resortu sprawiedliwości, a w latach 1904–1908 kierował resortem handlu i rolnictwa.
Po zabójstwie Dimityra Petkowa w 1907 próbował przejąć władzę nad Partią Narodowo-Liberalną, ale napotkał sprzeciw części działaczy partii na czele z Dobrim Petkowem. Od 1907 kierował organem partii – pismem Now wek (Nowy wiek). Po wybuchu I wojny bałkańskiej zaciągnął się jako ochotnik do armii i walczył w obu wojnach bałkańskich. W lipcu 1913 należał do grona polityków, którzy doprowadzili do utworzenia gabinetu koalicyjnego Wasiła Radosławowa, w którym Genadiew objął kierownictwo resortu spraw zagranicznych. W grudniu 1913 zrezygnował ze stanowiska, a kilka miesięcy później został oskarżony o nadużycia finansowe, lecz ostatecznie uniewinniony z powodu braku dowodów.
Po wybuchu I wojny światowej, kiedy Bułgaria zadeklarowała neutralność, Genadiew został wysłany z misją dyplomatyczną do Francji i Włoch. Powrócił do kraju głosząc potrzebę związania Bułgarii z państwami Ententy. Po zamachu na kasyno w Sofii, 14 lutego 1915, próbowano powiązać Genadiewa z zamachem, aby go skompromitować. W 1916 został osadzony w więzieniu, gdzie poznał Aleksandra Stambolijskiego. Więzienie opuścił w 1918, na mocy amnestii. Od 1920 zaangażował się w działania na rzecz zjednoczenia Partii Narodowo-Liberalnej, która w czasie I wojny światowej podzieliła się na kilka frakcji. W sierpniu 1923 opuścił partię, niezadowolony z jej przyłączenia do Porozumienia Demokratycznego. W obliczu nowych wyborów parlamentarnych zadeklarował tworzenie własnej partii o nazwie Jedność Narodowa.
17 października wieczorem, kiedy wracał do domu z Iwanem Geszowem, został zaatakowany przez Dimczo Stefanowa z Wewnętrznej Macedońskiej Organizacji Rewolucyjnej. Stefanow zastrzelił Genadiewa kilkoma strzałami z pistoletu. Mocodawców zamachu nigdy nie ujawniono, a sam sprawca opuścił więzienie w 1924 na mocy amnestii.
Wspomnienia Genadiewa, zachowane w rękopisie, ukazały się w 1985. Jedna z ulic sofijskiej dzielnicy Mładost nosi imię Nikoły Genadiewa.